# Demetrio Basilio Lakas
Demetrio Basilio Lakas Bahas (Ciudad de Colón, 29 de agosto de 1925 - Ciudad de Panamá, 2 de noviembre de 1999) fue un ingeniero y político panameño. Ejerció como presidente de la Junta Provisional de Gobierno desde 1969 hasta 1972 y como presidente constitucional desde 1972 hasta 1978, siendo el panameño que más tiempo ha permanecido en la presidencia de la República.

## Biografía
Nació en la ciudad de Colón, hijo de una familia de ascendencia griega, cuyos padres eran Basilio Demetrio Lakas y Zaharo Bahas. Sus padres llegaron al país en los años 1920. Realizó sus estudios primarios y secundarios en el Saint Mary's Academy (Academia Santa María) de su ciudad natal. En 1949 obtuvo el título de Asociado en Artes en el Junior College de la Zona del Canal de Panamá. Sus estudios superiores los realizó en la Universidad Tecnológica de Texas, en Estados Unidos, donde se graduó como ingeniero civil y arquitecto en 1953, a partir de ese momento se trasladó a Panamá donde empezó a ejercer la profesión. Se casó con Elizabeth Roger de Lakas, con quien tuvo tres hijos: Basilio Demetrio, Otto Demetrio y Zaharo Elizabeth.

### Carrera política
Inició su vida política como ingeniero en el Ministerio de Hacienda y Tesoro. Realizó construcciones primero en su ciudad natal y después en la Ciudad de Panamá. Posteriormente fue designado como director de la Caja de Seguro Social en octubre de 1968. El 19 de diciembre de 1969, el General Omar Torrijos Herrera lo designó como presidente de la Junta Provisional de Gobierno en sustitución de José María Pinilla y Bolívar Urrutia, poco después de un intento de golpe de Estado. Tomó posesión ante el presidente de la Corte Suprema de Justicia Ramón Palacios. Inauguró los XI Juegos Centroamericanos y del Caribe, celebrados en Panamá desde el 28 de febrero hasta el 13 de marzo de 1970. El 17 de octubre de 1970 Lakas viajó a Nueva York para asistir a la Asamblea General de las Naciones Unidas.
El 11 de octubre de 1972, la Asamblea Nacional de Representantes de Corregimientos lo eligió como presidente constitucional de Panamá al vencer en las elecciones presidenciales de 1972 que se dieron el día anterior. Lakas formó parte de los panameños que firmaron los Tratados Torrijos-Carter en 1977. Terminó su mandato el 11 de octubre de 1978, cuando fue elegido en las elecciones presidenciales de 1978 el abogado Arístides Royo.
Durante su gestión se efectuaron una serie de cambios en el desarrollo sociopolítico y económicos con la aprobación de nuevas leyes en materia de construcción, bancarias, salud, educación y sobre hidroeléctricas. Además, el 11 de octubre de 1972 se promulgó la cuarta Constitución Política de Panamá, que actualmente se encuentra vigente.

### Últimos años y muerte
Al ser elegido Arístides Royo como presidente de la República, Lakas no volvió a desempeñar ningún cargo público y se dedicó al ejercicio de su profesión y otros negocios. Formó parte de los fundadores del Partido Revolucionario Democrático el 11 de marzo de 1979.
A finales de octubre de 1999, Lakas fue recluido en el Centro Médico de Paitilla. Falleció a la edad de 74 años en horas del mediodía del 2 de noviembre en el Centro Médico Paitilla, producto de una encefalopatía hipóxica, provocada por problemas renales y cardíacos de los cuales padecía hace más de un año. Se declaró el 7 de septiembre día de Duelo Nacional y las honras fúnebres se realizaron el mismo día en la Catedral Metropolitana, en una ceremonia presidida por el obispo de Panamá José Dimas Cedeño con la presencia de la presidenta Mireya Moscoso y sus ministros de Estado. Sus restos se encuentran enterrados en el Jardín de Paz, en la Ciudad de Panamá.